# Parti de l'Ordre
Le parti de l'Ordre était en France en 1848, sous la Deuxième République, le regroupement non réellement structuré de personnalités conservatrices, partisanes — comme l'indique son nom — de l'ordre, de la sécurité et des bonnes mœurs.
Le parti était composé de monarchistes légitimistes, surtout d'orléanistes mais aussi de républicains adeptes de la république américaine. Ses chefs de file étaient Adolphe Thiers, Odilon Barrot, le comte de Montalembert, le comte de Falloux ou encore Alexis, comte de Tocqueville.

## Histoire

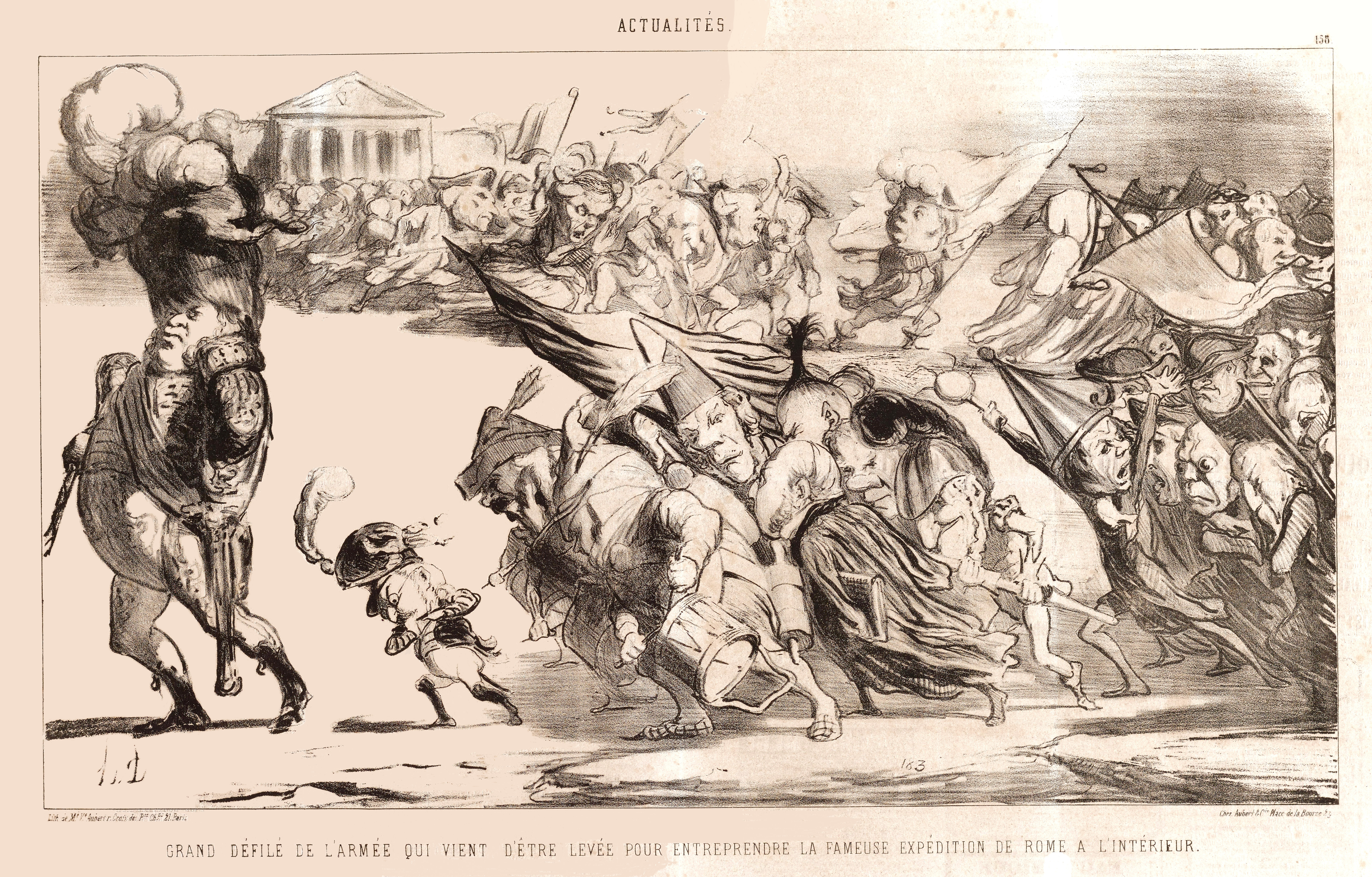
Grand défilé de l'armée qui vient d'être levée pour entreprendre la fameuse expédition de Rome à l'intérieur.
Caricature des chefs du parti de l'Ordre, dépeints comme des soldats du corps expéditionnaire français envoyé combattre la République romaine en 1849, mais tourné en l'occurrence contre « l'ennemi de l'intérieur ».
Lithographie d'Honoré Daumier, Le Charivari, 6 juillet 1850.

Constitué à l'origine autour du comité de la rue de Poitiers, où les dirigeants avaient élu domicile pour leur siège, regroupant autour de Thiers les partisans de la monarchie, le parti de l'ordre était principalement divisé entre les légitimistes, favorables au comte de Chambord, petit-fils de Charles X, et les orléanistes, partisans du comte de Paris, en faveur duquel le dernier roi, Louis-Philippe Ier, avait abdiqué. Avec pour slogan « Ordre, Propriété, Religion », le thème principalement fédérateur des sympathisants du parti de l'Ordre était de clore « l'ère des révolutions ». La presse satirique affubla ses chefs parlementaires du sobriquet péjoratif de « Burgraves », d'après le nom d'une pièce de théâtre de Victor Hugo.
Très puissant dans l'Assemblée nationale élue en avril 1848 (environ 250 « représentants du peuple » sur 900, deuxième force politique derrière les républicains modérés), le parti de l'Ordre avait alors dû se résoudre à accepter le régime républicain issu de la Révolution de février 1848.
Lors de l'élection présidentielle de 1848, incapable de s'entendre sur un candidat royaliste ou conservateur commun, il en vient à soutenir la candidature de Louis-Napoléon Bonaparte, que Thiers pense facilement pouvoir manœuvrer (« c'est un crétin que l'on mènera »), parce que le neveu de Napoléon 1er apparaît comme un homme d'ordre.
Louis-Napoléon est largement élu lors de l'élection présidentielle de décembre 1848. Le parti de l'Ordre remporte ensuite la majorité absolue (64 % des voix et 450 élus dont 200 légitimistes sur un total de 713 sièges) lors des élections législatives de mai 1849 alors que les républicains modérés, partisans de Cavaignac, subissaient une défaite cruelle (75 élus) dépassés par les démocrates-socialistes (180 élus), rassemblement de radicaux et de socialistes (Solidarité républicaine).
Le nouveau président s'opposera cependant rapidement à ses « amis » politiques qui lui refusent la possibilité d'une réélection. La politique de la majorité parlementaire est à proprement parler réactionnaire dans le sens où elle s'attache à rétablir la situation supprimée par ce qu'elle considère être l'accident de février 1848 et à rétablir les notables dans leur prééminence. Les mesures les plus emblématiques sont alors la restriction géographique et temporelle du droit de vote (loi du 31 mai 1850) ainsi que les lois Falloux et Parieu portant sur l'instruction publique et l'enseignement confessionnel.

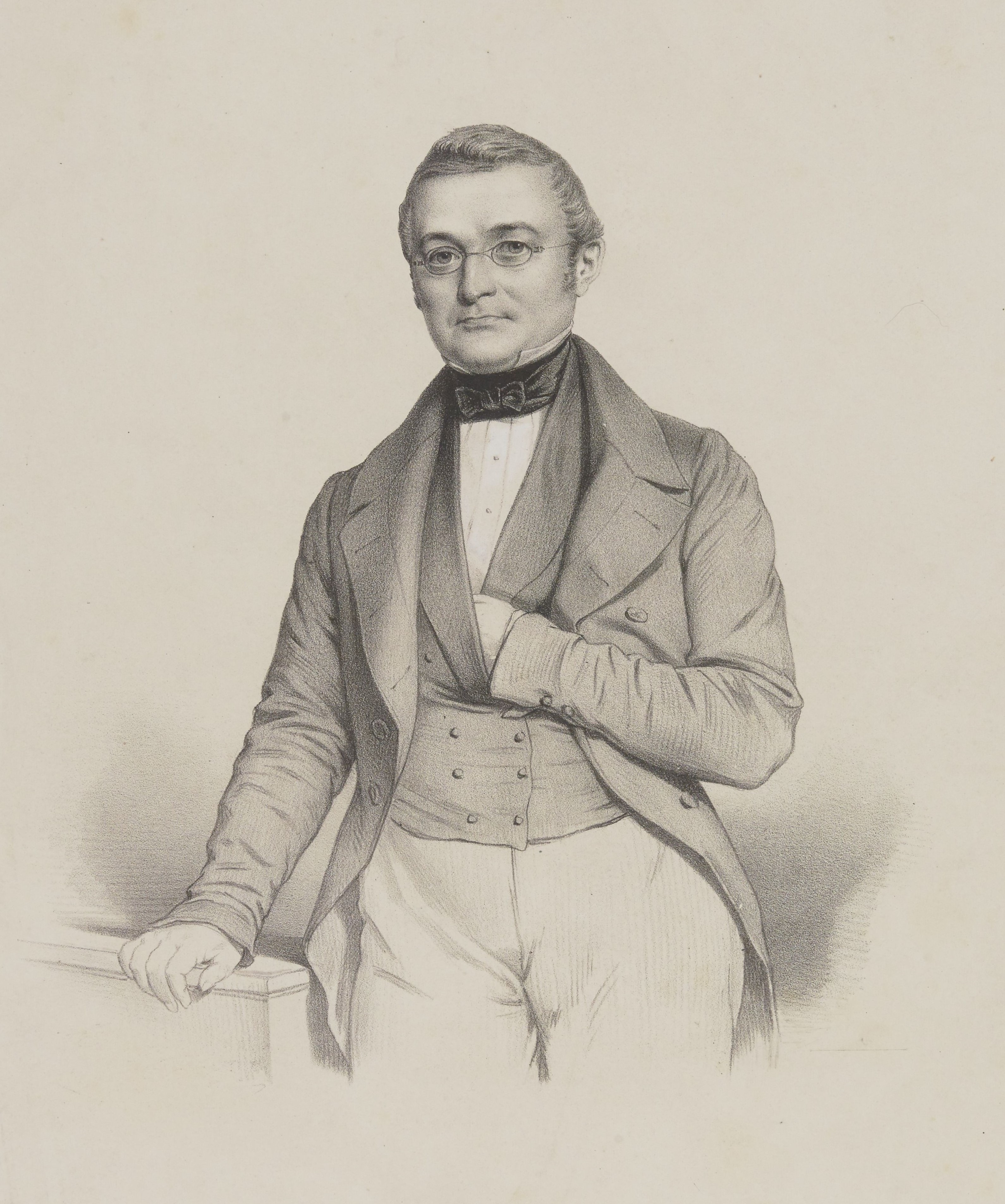
Adolphe Thiers, représentant du peuple de la Seine-inférieure.

La période 1848-1851 est surtout marquée par l'affrontement politique entre le parti de l'ordre et le bonapartisme en pleine ascension politique après l'élection du prince-président. Dès les élections législatives de 1849, le mouvement bonapartiste, dont le programme est centré autour du seul nom de Napoléon et de la légende impériale, se distingue du parti de l'ordre et des partis de notables. Janus politique, ses ressorts et son succès reposent à la fois sur la garantie révolutionnaire et le principe d'autorité alors marque du jacobinisme ce qui le distingue des droites traditionnelles. Ce bonapartisme, tout à la fois populaire, démocratique, parfois anticlérical mais aussi conservateur, de défense sociale et en bons termes avec l'Église se développe en opposition au parti de l'ordre et aux radicaux républicains. Pendant 30 mois, l'opposition va monter entre les alliés de 1848 jusqu'à devenir un conflit déclaré. Alors que les monarchistes de la majorité parlementaire ne font plus mystère de leur intention de rétablir la monarchie, Louis-Napoléon Bonaparte n'entend pas se faire évincer. Le 31 octobre 1849, plusieurs figures du parti de l'ordre sont évincées du gouvernement (Barrot, Falloux, Tocqueville). Aux élections de mai 1850, les préfets soutiennent d'autres candidats que ceux qui ont l'agrément de Thiers et de ses amis. Le coup d'État du 2 décembre 1851, qui marque la victoire des bonapartistes autoritaires, finit par trancher dans le vif l'opposition entre le prince-président et la majorité parlementaire. Le suffrage universel masculin est rétabli et le parti de l'ordre décapité. Les chefs républicains et de la gauche radicale sont moins visés par la répression.
Certaines personnalités du parti de l'Ordre passeront dans l'opposition (le prince Albert de Broglie) ; d'autres se rallieront provisoirement et par opportunisme avant se dissocier (le comte Charles de Montalembert) quand d'autres s'adapteront au nouveau régime.